# Theodor Sabalitschka
Theodor Heinrich Georg Sabalitschka (* 24. Mai 1889 in Staffelstein; † 24. November 1971 in Berlin) war ein deutscher Apotheker und Chemiker.

## Leben
Theodor Sabalitschka war der Sohn eines gleichnamigen Apothekers (1855–1940) und dessen Ehefrau Maria (* 1869). Der Großvater väterlicherseits namens Lorenz (1818–1885) war ein bayerischer Bezirksamtmann und verheiratet mit Margaretha Wiesmann (1823–1912). Der Großvater mütterlicherseits namens Johann Georg Zwiesler (1824–79) war verheiratet mit Maria Reiter (1838–96) und besaß im Allgäu eine Brauerei.
Im Jahr 1894 zog Sabalitschka mit seinen Eltern nach Rosenheim, wo sein Vater eine Apotheke hatte. Dort ging er zur Volksschule und besuchte das heutige Ignaz-Günther-Gymnasium, an dem er 1908 die Abiturprüfung bestand. Anschließend leistete er seinen Militärdienst und erlernte von 1909 bis 1911 den Beruf des Apothekers. Von 1912 bis 1914 absolvierte er ein Pharmaziestudium in Kiel und Berlin. Während des Ersten Weltkriegs diente er zunächst im Militär. Im März 1916 wurde er an das Pharmazeutische Institut in Berlin beordert. Hier forschte er bis zum Ende des Krieges für das Heer über die Kultivierung von Arzneipflanzen. Im Jahr 1917 erhielt er die Approbation zum Apotheker. Im Folgejahr wurde er zum Dr. phil., zwei Jahre später zum Dr. rer. pol. promoviert. Von 1918 bis 1925 arbeitete er als Unterrichtsassistent am Pharmazeutischen Institut.
1919 heiratete Sabalitschka Margarethe Müller (* 1893), mit der er keine Kinder hatte. Drei Jahre später habilitierte er sich 1922 an der Berlin Universität für pharmazeutische Chemie. 1930 erhielt er einen Ruf als außerordentlicher Professor. Im Jahr 1936 verlor er politisch bedingt seine Lehrerlaubnis. Diese Entscheidung wurde in eine unbefristete Beurlaubung geändert, sodass er trotzdem Doktoranden unterrichten durfte. Zusammen mit Carl Neuberg rief er 1937 die „Biologisch-Chemische Forschungsanstalt“ ins Leben und leitete diese bis nach dem Krieg. 1939 wurde er zum Kriegsdienst eingezogen. Er diente anfangs als Kriegsverwaltungsrat, danach als Oberstabsapotheker beim Institut für Wehrpharmazie der Militärärztlichen Akademie. 1940 erhielt er die Entlassung aus dem Hochschuldienst.
Nach Kriegsende 1945 übernahm Sabalitschka die Leitung des teilweise zerstörten Pharmazeutischen Institutes, wo er ab dem Januar 1947 wieder unterrichtete. Das Institut befand sich in der Amerikanischen, die zugehörige Universität jedoch in der Sowjetischen Besatzungszone. Dies führte zu politischen Auseinandersetzungen, während derer Sabalitschka angegriffen wurde. Nach der Einrichtung der FU Berlin schied er 1949 aus dem Dienst. Er erhielt Rufe der Humboldt-Universität und der Universität Istanbul, denen er nicht nachkam. 1959 erhielt er als Wiedergutmachung rückwirkend bis 1937 den Titel eines ordentlichen Professors und eine entsprechende Besoldung.

## Wissenschaftliche Arbeiten
Sabalitschka beschäftigte sich schnell mit der Frage, wie sich die Struktur auf die antimikrobielle Wirkung chemischer Verbindungen auswirkt. Er forschte insbesondere zur Konservierung von Lebensmitteln und Arzneien, dem Vorratsschutz, der Desinfektion und Sterilisation. Um 1925 etablierte er die p-Oxibenzoesäureester (Nipaester) als Konservierungsmittel und bekam dafür Patente im In- und Ausland. Die europaweit vertriebenen Produkte stellte zunächst das Unternehmen Penner aus Berlin, später die Nipa Laboratories in England her. Mit dem Verkauf der Erzeugnisse und vielen Arbeiten als Gutachter und Berater bestritt Sabalitschka, der an der Universität kein Gehalt bekam, seinen Lebensunterhalt. Die Umsätze brachten dem Deutschen Reich, das Autarkie anstrebte, gute Devisen ein. Sabalitschka, der die Nationalsozialisten ablehnte, durfte daher weiterhin forschen.
Sabalitschka stellte außerdem fest, dass Autoxidation schädlich wirkt und verfasste darüber gegen Kriegsende nennenswerte Beiträge über das Vitamin C.